# Einstein Bros. Bagels
Einstein Bros. Bagels è una catena americana specializzata in bagel e caffè.

## Storia
La Einstein and Noah Bagel Corporation è nata come Progressive Bagel Concepts, Inc. (PBCI) nel marzo 1995, quando Boston Chicken, Inc. (ora Boston Market)  ha acquisito quattro delle principali società di bagel al dettaglio, situate in diversi stati degli Stati Uniti. L'azienda ha raggruppato l'Offerdahl's Bagel Gourmet di Fort Lauderdale, il Bagel & Bagel di Kansas City, il Baltimore Bagel di San Diego ed il Brackman Brothers di Salt Lake City e le ha riunite nel 1995, sotto il marchio Einstein Bros. Bagels.
La società è diventata il secondo rivenditore di bagel negli Stati Uniti, dopo la Bruegger's Bagel Bakery, con l'acquisizione di Noah's New York Bagels per 100 milioni di dollari nel 1996.
Nello stesso anno, la società è stata rinominata in Einstein and Noah Bagel Corporation in concomitanza con l'IPO.
Nel 1998 Boston Chicken ha presentato istanza di fallimento al Chapter 11 a causa dei debiti pregressi di Einstein and Noah Bagel Corporation. Il NASDAQ National Market ha trasferito ENBC al NASDAQ Small Cap Market e la società ha mantenuto il suo simbolo azionario, ENBX.
Nel 2000 la Einstein Bros. Bagels ha dichiarato bancarotta ed è stata acquisita dalla New World Manhattan Bagel Inc per 190 milioni di dollari.
Nel 2007 il gruppo New World Restaurant Group (precedentemente New World Manhattan Bagel) è stato rinominato in Einstein Noah Restaurant Group Inc.
Nel 2014, Einstein Noah Restaurant Group è stato acquisito da JAB Holding Company e BDT Capital Partners per 374 milioni di dollari.
Il 5 agosto 2021, Einstein Bros. Bagels ha annunciato di essersi fusa con Panera Bread e Caribou Coffee per formare Panera Brands.